# Christoph Adam Jäger von Jägersberg
Christoph Adam Jäger von Jägersberg (* 23. Januar 1684; † 5. September 1759 in Wernigerode) war ein deutscher Hofmeister und Kirchenliederdichter.

## Leben
Christoph Adam Jäger von Jägersberg stammte aus einer württembergischen Adelsfamilie. Er wurde dem in Wernigerode residierenden mediatisierten Regenten der unter preußischer Hoheit stehenden Grafschaft Wernigerode, Graf Christian Ernst zu Stolberg-Wernigerode, empfohlen, so dass dieser ihn am 1. August 1732 mit der Ausbildung seines einzigen Sohnes, des Erbgrafen Heinrich Ernst, betraute. Christoph Adam Jäger von Jägersberg begleitete den Erbgrafen auf die Universitäten nach Halle und Göttingen sowie auf mehrere Bildungsreisen.
Durch diese Aufgabe erwarb sich Jäger von Jägersberg das persönliche Vertrauen des Grafen Christian Ernst, so dass dieser ihm als gräflichen Hofmeister, die oberste Leitung der Hofhaltung auf Schloss Wernigerode übertrug. Hierbei war nun die vielfache Beschäftigung mit äußerlichen Dingen, der Verkehr mit den oft zahlreichen verschiedenartigen Gästen bei der Tafel und festlichen Gelegenheiten für den der Welt abgekehrten Sinn des Hofmeisters oft eine drückende Beschwerde, doch wußte er sich selbst inmitten dieser Feste und Zerstreuungen zu geistlicher Beschaulichkeit in sich selbst zurückzuziehen. Erleichtert wurde ihm das freilich dadurch, daß zwischen ihm und seiner Herrschaft in allen Grundfragen des christlichen Glaubens und Lebens völlige Uebereinstimmung herrschte.
Nach längerem Krankenlager 1755, von dem er sich einigermaßen wieder erholte, legte er im folgenden Jahr sein Amt aus gesundheitlichen Gründen nieder und starb im Spätsommer 1759 in Wernigerode. Testamentarisch untersagte er jedes äußere Ehrengedächtnis an seine Person wie der Druck einer Leichenpredigt oder die Nennung seines Namens. So geriet er sehr schnell in Vergessenheit, obwohl 26 seiner pietistischen Kirchenlieder in dem 1752 in Wernigerode herausgegebenen Gesangbuch (Neuen Sammlung geistlicher Lieder) enthalten sind. Weitere seiner Lieder sind nur im Manuskript in der Fürst zu Stolberg-Wernigerodeschen Bibliothek erhalten. Außerdem erschienen 1759 in Wernigerode seine Todes- oder vielmehr Lebensgedanken eines unter dem Geleit des Engels des Bundes aus dem geistlichen Egypten durch die Wüste dieser Welt ins himmlische Freudenland eingegangenen Pilgrims.